# Paul Sears
Paul Bigelow Sears (Bucyrus (Ohio), 17 de diciembre de 1891 - Taos (Nuevo México), 30 de abril de 1990) fue un ecologista y escritor estadounidense.

## Vida y carrera
Asistió a la Universidad Wesleyana de Ohio (licenciado en zoología, 1913; licenciado en economía, 1914), a la Universidad de Nebraska en Lincoln (master en botánica, 1915) y a la Universidad de Chicago (doctorado en botánica, 1922). 
Se casó con Marjorie Lea McCutcheon y tuvieron tres hijos: Paul M. Sears, del Centro de Investigación Atmosférica de Colorado; la Dra. Catherine S. Frazer, de Lakewood, Colorado, profesora del Wellesley College y Sallie H. Sears, profesora de inglés en Stony Brook.
Al principio de su carrera publicó varios artículos sobre la vegetación natural de Ohio (1925 a 1926).  Definió los tipos de bosques originales utilizando "árboles testigo"  y todavía son citados por los ecólogos vegetales que trabajan en Ohio.
Durante el Dust Bowl, en la Universidad de Oklahoma, escribió Deserts on the March, uno de los primeros libros en comunicar principios ecológicos al público general. Su libro más conocido, Deserts, ha tenido cuatro ediciones, la mayoría publicadas por la University of Oklahoma Press. La primera edición fue reimpresa por Island Press en 1988 dentro de su serie Clásicos de Conservación. .
A finales de la década de 1920 y durante la de 1930, fue pionero en el estudio del polen fósil como indicio de la vegetación y el clima pasados.  Una de sus estudiantes, Phyllis Draper, publicó la primera contribución estadounidense a este campo en desarrollo. Sears fue el primero en publicar dibujos de referencia de los tipos de polen fósil de la cuenca del lago Erie, inspirando a muchos estudiantes entre 1930 y aproximadamente 1950.
En 1943, Sears inició de forma independiente una publicación, la Circular de Análisis de Polen (más tarde la Circular de Polen y Esporas),  para responder a la “necesidad de un intercambio más libre de información entre aquellos que están interesados en el análisis de polen”. Se distribuyeron dieciocho números a más de 200 investigadores de polen y científicos interesados en América del Norte y Europa. En el número 8, informó sobre una sugerencia de HA Hyde y DA Williams de que esta nueva ciencia se llamara “palinología”, un término que finalmente fue adoptado por sus colegas.. El último número apareció en 1954. En 1967, los investigadores habían formalizado una nueva organización profesional, la Asociación Americana de Palinólogos Estratigráficos.
En 1950, fue nombrado responsable de un programa de posgrado en Conservación en la Universidad de Yale . El programa fue financiado inicialmente por la Fundación para la Conservación, de la que era director Fairfield Osborn . Este programa produjo varios graduados notables, entre ellos Paul Shepard y Estella Leopold, hija de Aldo Leopold . El conservacionista pionero Leopold fue contemporáneo de Sears, quien definió la ética de la tierra e inspiró a nuevas generaciones de conservacionistas y ambientalistas.
Formó parte del consejo de administración del Science Service, ahora conocido como Society for Science, entre 1954 y 1957.
A mediados de la década de 1960 se retiró a Taos, Nuevo México, donde participó en comités locales, “enseñó a tocar el violín a docenas de jóvenes locales” y “continuó su trabajo para hacer de este planeta un lugar mejor”. En 1977, impartió un curso de biología ambiental en Fort Burgwin, Nuevo México, un centro de investigación a 10 millas de Taos  que es propiedad de la Southern Methodist University.

## Cronología
- 1915–1919 Instructor de botánica, Universidad Estatal de Ohio
- 1917–1919 Sirve en el ejército de los EE. UU.
- 1919–1927 Profesor de botánica, Universidad de Nebraska
- 1927–1938 Cátedra y profesora del Departamento de Botánica de la Universidad de Oklahoma
- 1936–1938 Facultad de Pedagogía de la Universidad de Columbia (con licencia de Oklahoma)
- 1938–1950 Presidente y profesor del Departamento de Botánica, Oberlin College, Ohio
- 1948 Presidente de la Sociedad Ecológica de América
- 1949 Presidente de la Academia de Ciencias de Ohio
- 1950–1960 Presidente y profesor del Programa de Conservación de Yale (nivel de posgrado)
- 1951 Recibió la Medalla Frances K. Hutchinson
- 1956 Presidente de la Asociación Estadounidense de Ciencias
- 1959 Presidente de la Sociedad Americana de Naturalistas
- 1963 Recibió el premio Richard Prentice Ettinger
- 1965 Nombrado ecologista eminente por la Sociedad Ecológica de América

## Publicaciones
- Desiertos en marcha (1935)ISBN 0-933280-46-7
- Este es nuestro mundo (1937) University of Oklahoma Press.
- ¿Quiénes son estos estadounidenses? (1939) Compañía Macmillan.
- Vida y medio ambiente (1939) Oficina de Publicaciones, Teachers College, Universidad de Columbia.
- Charles Darwin: El naturalista como fuerza cultural (1950) Scribners, Nueva York.
- Donde hay vida (1962) Dell Publishing Co., Nueva York.
- Biología del paisaje viviente (1964) ASIN B000FMINIE
- Tierras más allá del bosque (1969)ISBN 0-13-522698-8